# Cantón de Juzennecourt
El cantón de Juzennecourt era una división administrativa francesa, que estaba situada en el departamento de Alto Marne y la región de Champaña-Ardenas.

## Composición
El cantón estaba formado por quince comunas:
- Autreville-sur-la-Renne
- Blaisy
- Colombey-les-Deux-Églises
- Curmont
- Gillancourt
- Juzennecourt
- Lachapelle-en-Blaisy
- Lamothe-en-Blaisy
- Maranville
- Meures
- Montheries
- Rennepont
- Rizaucourt-Buchey
- Sexfontaines
- Vaudrémont

## Supresión del cantón de Juzennecourt
En aplicación del Decreto nº 2014-163 de 17 de febrero de 2014, el cantón de Juzennecourt fue suprimido el 22 de marzo de 2015 y sus 15 comunas pasaron a formar parte; trece del nuevo cantón de Châteauvillain y dos del nuevo cantón de Bologne.